# Atletism la Jocurile Olimpice de vară din 2020 - 800 m (feminin)
Proba de 800 de metri feminin de la Jocurile Olimpice de vară din 2020 a avut loc în perioada 30 iulie-3 august 2021 pe Stadionul Național al Japoniei.

## Recorduri
Înaintea acestei competiții, recordurile mondiale și olimpice erau următoarele:
| Record  | Atlet                       | Timp    | Loc                        | Data          |
| ------- | --------------------------- | ------- | -------------------------- | ------------- |
| Mondial | Jarmila Kratochvílová (TCH) | 1:53,28 | München, Germania de Vest  | 26 iulie 1983 |
| Olimpic | Nadejda Olizarenko (URS)    | 1:53,43 | Moscova, Uniunea Sovietică | 27 iulie 1980 |

## Program
Orele sunt ora Japoniei (UTC+9) 
| Data                   | Oră   | Etapă      |
| ---------------------- | ----- | ---------- |
| Vineri, 30 iulie 2021  | 09:00 | Etapa 1    |
| Sâmbătă, 31 iulie 2021 | 19:00 | Semifinale |
| Marți, 3 august 2021   | 19:00 | Finala     |

## Rezultate

### Calificări
S-au calificat în semifinale primele trei atlete din fiecare serie (C) și următoarele atlete cu cei mai buni 6 timpi (c). 

#### Seria 1
| Loc | Culoar | Atletă          | Țară      | Timp    | Note |
| --- | ------ | --------------- | --------- | ------- | ---- |
| 1   | 3      | Renelle Lamote  | Franța    | 2:01,92 | C    |
| 2   | 5      | Winnie Nanyondo | Uganda    | 2:02,02 | C    |
| 3   | 2      | Lore Hoffmann   | Elveția   | 2:02,05 | C    |
| 4   | 4      | Angelica Sarna  | Polonia   | 2:02,18 |      |
| 5   | 8      | Madeleine Kelly | Canada    | 2:02,39 |      |
| 6   | 6      | Morgan Mitchell | Australia | 2:05,44 |      |
|     | 7      | Līga Velvere    | Letonia   | NT      |      |

#### Seria 2
| Loc | Culoar | Atletă          | Țară     | Timp    | Note  |
| --- | ------ | --------------- | -------- | ------- | ----- |
| 1   | 1      | Natoya Goule    | Jamaica  | 1:59,83 | C     |
| 2   | 3      | Noélie Yarigo   | Benin    | 2:00,11 | C, SB |
| 3   | 2      | Hedda Hynne     | Norvegia | 2:00,76 | C     |
| 4   | 4      | Halimah Nakaayi | Uganda   | 2:00,92 | c     |
| 5   | 6      | Katharina Trost | Germania | 2:00,99 | c     |
| 6   | 8      | Eunice Sum      | Kenya    | 2:03,00 |       |
| 7   | 5      | Nadia Power     | Irlanda  | 2:03,74 |       |
| 8   | 7      | Rose Lokonyen   | EOR      | 2:11,87 |       |

#### Seria 3
| Loc | Culoar | Atletă                | Țară                       | Timp    | Note |
| --- | ------ | --------------------- | -------------------------- | ------- | ---- |
| 1   | 2      | Athing Mu             | Statele Unite ale Americii | 2:01,10 | C    |
| 2   | 5      | Habitam Alemu         | Etiopia                    | 2:01,20 | C    |
| 3   | 7      | Joanna Jóźwik         | Polonia                    | 2:01,87 | C    |
| 4   | 6      | Melissa Bishop-Nriagu | Canada                     | 2:02,11 |      |
| 5   | 3      | Christina Hering      | Germania                   | 2:02,23 |      |
| 6   | 4      | Bianka Kéri           | Ungaria                    | 2:02,82 |      |
| 7   | 8      | Louise Shanahan       | Irlanda                    | 2:03,57 |      |

#### Seria 4
| Loc | Culoar | Atletă                  | Țară                       | Timp    | Note |
| --- | ------ | ----------------------- | -------------------------- | ------- | ---- |
| 1   | 5      | Raevyn Rogers           | Statele Unite ale Americii | 2:01,42 | C    |
| 2   | 7      | Keely Hodgkinson        | Marea Britanie             | 2:01,59 | C    |
| 3   | 1      | Mary Moraa              | Kenya                      | 2:01,66 | C    |
| 4   | 6      | Netsanet Desta          | Etiopia                    | 2:01,98 |      |
| 5   | 4      | Lindsey Butterworth     | Canada                     | 2:02,45 |      |
| 6   | 3      | Anna Wielgosz           | Polonia                    | 2:03,20 |      |
| 7   | 8      | Síofra Cléirigh Büttner | Irlanda                    | 2:04,62 |      |
| 8   | 2      | Nimali Waliwarsha       | Sri Lanka                  | 2:10,23 |      |

#### Seria 5
| Loc | Culoar | Atletă            | Țară                          | Timp    | Note       |
| --- | ------ | ----------------- | ----------------------------- | ------- | ---------- |
| 1   | 8      | Rose Mary Almanza | Cuba                          | 2:00,71 | C          |
| 2   | 3      | Déborah Rodríguez | Uruguay                       | 2:00,90 | C          |
| 3   | 1      | Rababe Arafi      | Maroc                         | 2:00,96 | (0,957), C |
| 4   | 4      | Alexandra Bell    | Marea Britanie                | 2:00,96 | (0,960), c |
| 5   | 6      | Catriona Bisset   | Australia                     | 2:01,65 |            |
| 6   | 5      | Delia Sclabas     | Elveția                       | 2:03,03 |            |
| 7   | 7      | Shafiqua Maloney  | Sfântul Vicențiu și Grenadine | 2:07,89 |            |
| 8   | 2      | D'Jamila Tavares  | São Tomé și Príncipe          | 2:16,72 | PB         |

#### Seria 6
| Loc | Culoar | Atletă               | Țară                       | Timp    | Note  |
| --- | ------ | -------------------- | -------------------------- | ------- | ----- |
| 1   | 4      | Jemma Reekie         | Marea Britanie             | 1:59,97 | C     |
| 2   | 1      | Ajeé Wilson          | Statele Unite ale Americii | 2:00,02 | C     |
| 3   | 7      | Wang Chunyu          | China                      | 2:00,05 | C     |
| 4   | 6      | Sara Kuivisto        | Finlanda                   | 2:00,15 | c, RN |
| 5   | 8      | Elena Bellò          | Italia                     | 2:01,07 | c     |
| 6   | 2      | Natalia Romero       | Spania                     | 2:01,16 | c, PB |
| 7   | 5      | Gabriela Gajanová    | Slovacia                   | 2:01,41 | SB    |
| 8   | 3      | Emily Cherotich Tuei | Kenya                      | 2:08,08 |       |

### Semifinale
S-au calificat în finală primele cinci atlete din fiecare semifinală (C) și următoarele atlete cu cei mai buni 2 timpi (c). 

#### Semifinala 1
| Loc | Culoar | Atletă          | Țară                       | Timp    | Note |
| --- | ------ | --------------- | -------------------------- | ------- | ---- |
| 1   | 5      | Natoya Goule    | Jamaica                    | 1:59,57 | C    |
| 2   | 3      | Jemma Reekie    | Marea Britanie             | 1:59,77 | C    |
| 3   | 8      | Mary Moraa      | Kenya                      | 2:00,47 |      |
| 4   | 4      | Ajeé Wilson     | Statele Unite ale Americii | 2:00,79 |      |
| 5   | 2      | Joanna Jóźwik   | Polonia                    | 2:02,32 |      |
| 6   | 1      | Elena Bellò     | Italia                     | 2:02,35 |      |
| 7   | 7      | Hedda Hynne     | Norvegia                   | 2:02,38 |      |
| 8   | 6      | Halimah Nakaayi | Uganda                     | 2:04,44 |      |

#### Semifinala 2
| Loc | Culoar | Atletă         | Țară                       | Timp    | Note |
| --- | ------ | -------------- | -------------------------- | ------- | ---- |
| 1   | 4      | Athing Mu      | Statele Unite ale Americii | 1:58,07 | C    |
| 2   | 3      | Habitam Alemu  | Etiopia                    | 1:58,40 | C    |
| 3   | 5      | Alexandra Bell | Marea Britanie             | 1:58,83 | c    |
| 4   | 7      | Lore Hoffmann  | Elveția                    | 1:59,38 |      |
| 5   | 6      | Renelle Lamote | Franța                     | 1:59,40 |      |
| 6   | 1      | Sara Kuivisto  | Finlanda                   | 1:59,41 | RN   |
| 7   | 8      | Noélie Yarigo  | Benin                      | 2:01,41 |      |
| 8   | 2      | Natalia Romero | Spania                     | 2:01,52 |      |

#### Semifinala 3
| Loc | Culoar | Atletă            | Țară                       | Timp    | Note  |
| --- | ------ | ----------------- | -------------------------- | ------- | ----- |
| 1   | 5      | Keely Hodgkinson  | Marea Britanie             | 1:59,12 | C     |
| 2   | 8      | Wang Chunyu       | China                      | 1:59,14 | C, PB |
| 3   | 3      | Raevyn Rogers     | Statele Unite ale Americii | 1:59,28 | c     |
| 4   | 4      | Rose Mary Almanza | Cuba                       | 1:59,65 |       |
| 5   | 1      | Winnie Nanyondo   | Uganda                     | 1:59,84 | SB    |
| 6   | 7      | Rababe Arafi      | Maroc                      | 1:59,86 |       |
| 7   | 2      | Déborah Rodríguez | Uruguay                    | 2:01,76 |       |
| 8   | 6      | Katharina Trost   | Germania                   | 2:02,14 |       |

### Finala
| Loc | Culoar | Atletă           | Țară                       | Timp    | Note |
| --- | ------ | ---------------- | -------------------------- | ------- | ---- |
| 1   | 3      | Athing Mu        | Statele Unite ale Americii | 1:55,21 | RN   |
| 2   | 4      | Keely Hodgkinson | Marea Britanie             | 1:55,88 | RN   |
| 3   | 8      | Raevyn Rogers    | Statele Unite ale Americii | 1:56,81 | PB   |
| 4   | 6      | Jemma Reekie     | Marea Britanie             | 1:56,90 | PB   |
| 5   | 2      | Wang Chunyu      | China                      | 1:57,00 | PB   |
| 6   | 7      | Habitam Alemu    | Etiopia                    | 1:57,56 | SB   |
| 7   | 1      | Alexandra Bell   | Marea Britanie             | 1:57,66 | PB   |
| 8   | 5      | Natoya Goule     | Jamaica                    | 1:58,26 |      |